# امين واسيف (سيدي بو عثمان)
امين واسيف هو دُوَّار يقع بجماعة أسيف المال، إقليم شيشاوة، جهة مراكش آسفي في المملكة المغربية. ينتمي الدوّار لمشيخة سيدي بو عثمان التي تضم 11 دوار. يقدر عدد سكانه بـ 618 نسمة حسب الإحصاء الرسمي للسكان والسكنى لسنة 2004.

## روابط خارجية
- البوابة الوطنية للجماعات الترابية
- المندوبية السامية للتخطيط